# Ростиашвили, Трифон Вахтангович
Трифон Вахтангович Ростиашвили — советский хозяйственный, государственный и политический деятель.

## Биография
Родился в 1939 году в селе Павлеури. Член КПСС с 1962 года.
Окончил Тбилисскую ВПШ.
В 1960—1991 — токарь Тбилисского авиационного завода имени Димитрова.
Лауреат Государственной премии Грузинской ССР.
Депутат Верховного Совета СССР 10-го и 11-го созывов. Делегат XXV и XXVII съездов КПСС.
Почётный гражданин Тбилиси.
Жил в Тбилиси.

## Награды
- Орден Ленина
- Орден Трудовой Славы III степени